# Óscar Alfredo Gálvez
Óscar Alfredo Gálvez (Buenos Aires, 17 d'agost del 1913 - 16 de desembre del 1989), conegut per l'àlies el Aguilucho (en català lit. «l'Aligot»), fou un pilot de curses automobilístiques argentí que va arribar a disputar curses de Fórmula 1.

## Biografia
Va néixer a Buenos Aires el 17 d'agost de 1913, fill de Marcelina Gálvez i Matilde Orlando, immigrants espanyols a Buenos Aires. El seu germà Juan també va destacar en l'àmbit automobilístic.
Ben aviat va començar a ajudar al taller mecànic de la família i tant ell com el seu germà volien fer-se amb un cotxe. Amb 21 anys van comprar un Ford T Model 1927, que utilitzaven per córrer. Poc després també van fundar el seu propi taller mecànic.

### Carrera automobilística
La seva carrera com a pilot automobilístic va començar el 1937 i va acabar el 1964, sempre vinculat a la marca Ford. Va guanyar un total de 43 curses, cinc campionats de Turismo Carretera i sis Grans Premis. En el transcurs de la seva carrera va viure la mort del seu germà durant una cursa el 1963, tot i que encara va continuar corrent durant un temps.
També va participar en la primera cursa de la quarta temporada de la història del campionat del món de la Fórmula 1, la corresponent a l'any 1953, disputant el 18 de gener el GP de l'Argentina al Circuit Oscar Alfredo Galvez, conduint un maserati. Va quedar en cinquena posició.

### Mort
Va morir el 16 de desembre de 1989, a causa d'un càncer de pàncrees, a la seva casa del barri de Palermo de la capital argentina, als 76 anys.

## Homenatge
En el seu honor es va posar el seu nom al circuit automobilístic de Buenos Aires, el Circuit Oscar Alfredo Galvez, que anys més tard fou rebatejat com Circuit Juan y Óscar Gálvez, en reconeixement d'ambdós germans.

## Resultats a la Fórmula 1
| Any  | Equip                     | Xassís   | Motor    | 1     | 2   | 3   | 4   | 5   | 6   | 7   | 8   | 9   | Posició | Punts |
| ---- | ------------------------- | -------- | -------- | ----- | --- | --- | --- | --- | --- | --- | --- | --- | ------- | ----- |
| 1953 | Officine Alfieri Maserati | Maserati | Maserati | ARG 5 | 500 | HOL | BEL | FRA | GBR | ALE | SUI | ITA | -       | 0     |

### Resum
| Curses: | Victòries: | Pòdiums: | Poles: | Voltes ràpides: | Punts: |
| ------- | ---------- | -------- | ------ | --------------- | ------ |
| 1       | 0          | 0        | 0      | 0               | 2      |